# História do turfe em Porto Alegre
O turfe em Porto Alegre organizou-se com corridas a moda inglesa com a fundação da Sociedade Protetora do Turfe. 
Mas vários Prados existiram, tendo-se notícia de em 1877 existir o Prado da Estrada do Mato Grosso (hoje Av. Bento Gonçalves), O Prado Boa Vista (ou Prado Porto-Alegrense) na rua Boa Vista (hoje Rua Vicente da Fontoura) , o Prado Navegantes na atual Rua Lauro Miller.
Devem ser mencionadas duas sociedades turfísticas com matriz cultural luso-açoriana que existiram nos primórdios do turfe portoalegrense organizando corridas:
- O Derby Club, com sede geografica na Varzea da Redenção, fundado em 1872 e perdurando até o final do século XIX, (cf. Pimentel, 1945, p113)
- A associação do Prado Navegantes, fundado e 1891 e funcionando até 1906 (cf. Franco (2000, p. 59) e Werner (2001, p. 62)).
A atividade turfistica em  Porto Alegre ganhou impulso com com uma sociedade ( inicialmente chamada Turf Club) que organizava carreiras no Prado Riograndense, - inaugurado em 1881 e reinaugurado em 1891- situado na hoje Avenida Getúlio Vargas, onde funcionou o Parque de Exposições Menino Deus e agora é área ocupada pela Secretaria da Agricultura do estado do Rio Grande do Sul. Mas  desde 1894, já se noticiava corridas nos Moinhos de Vento, no chamado Prado Independência,  no local que mais tarde seria oficializado como Hipódromo dos Moinhos de Vento (cf. Franco (1993, p. 101; 2000, p. 59); Ribeiro (1944, p. 26-7 e 57); Rozano (2001, p. 54)).
A Sociedade Protetora do Turfe, fundada 7 de setembro de 1905,  originou o clube atual. 
Foi no Prado Riograndense , em 1909, que disputou-se o primeiro Grande Prêmio Bento Gonçalves, organizado pelo Cel. Caminha, e com auxílio do governo do Estado, então exercido por Carlos Barbosa. Competiram animais locais e estrangeiros  , sendo vencido pelo uruguaio Aguapehy .  Já no ano seguinte o prado desta sociedade passou ao Moinhos de Vento, onde foi disputado o segundo Bento.
A sede social da Sociedade Protetora do Turfe localizava-s na Rua Andrade Neves, local em que, em reunião ,realizada em dezembro de 1944, foi alterado o nome da Sociedade para o de Jockey Club do Rio Grande do Sul. Presidia a entidade Cneu Aranha.
Em 14 de Janeiro de 1.945 foi feito o lançamento da Pedra Fundamental do Hipódromo do Cristal, no bairro do Cristal.
Na primavera de 1.959 foi corrido o ultimo páreo no antigo Prado dos Moinhos de Vento, vencido pela égua Tributada, montada pelo jóquei Nereu Severino.
Em 1959 foi mudado o local de corridas inaugurando-se, em um sábado, no dia 21 de novembro de 1959, o Hipódromo do Cristal. A primeira prova lá disputada foi um páreo comum, vencida pelo animal Duelo, com o jóquei Mário Joaquim Rossano. 
Na noite de 26 de outubro de 1.965, na gestão do presidente Fernando Jorge Schneider, foi inaugurada a iluminação para corridas noturnas no hipódromo do Cristal.
A área do Moinhos de Vento passou, assim, à Prefeitura de Porto Alegre, que a transformou no Parque Moinhos de Vento.